# 시바타 신고
시바타 신고(일본어: 柴田 慎吾, 1985년 7월 13일 ~ )는 일본의 전 축구 선수이다.

## 구단 경력
과거 콘사돌레 삿포로, 더스파 구사쓰에서 활동하였다.